# Oren Peli
Oren Peli (ur. 23 marca 1971 w Ramat Gan) – izrealski reżyser i scenarzysta filmowy.
W wieku dziewiętnastu lat wyemigrował do Stanów Zjednoczonych. Studiował grafikę i animację komputerową.
W 2007 roku wsławił się jako twórca filmu grozy Paranormal Activity, podczas realizacji którego pełnił funkcję nie tylko reżysera i autora scenariusza, ale również montażysty i producenta filmu oraz dyrektora castingu. Obraz ten przyniósł mu nagrodę Honorable Mention podczas festiwalu filmowego Screamfest 2007.

## Filmografia
| - Paranormal Activity (2007) - Area 51 (2015) - Paranormal Activity (2007) - Rzeka (The River, 2012) - Czarnobyl. Reaktor strachu (Chernobyl Diaries, 2012) - Area 51 (2015) |  | - Paranormal Activity (2007) - Naznaczony (Insidious, 2010) - Paranormal Activity 2 (2010) - Paranormal Activity 3 (2011) - Rzeka (The River, 2012) - Czarnobyl. Reaktor strachu (Chernobyl Diaries, 2012) - The Lords of Salem (2012) - Paranormal Activity 4 (2012) |